# Cleonymia versicolor
Cleonymia versicolor là một loài bướm đêm trong họ Noctuidae.